# Берві Василь Васильович
Берві-Флеровський Василь Васильович (рос. Вильгельм Вильгельмович Берви) (*28 квітня (10 травня) 1829, Рязань — † 4 жовтня 1918, Юзівка) — російський соціолог, публіцист, економіст і белетрист, ідеолог народництва, видний учасник суспільного руху 1860 — 1890 років. Псевдонім «Н. Флеровський» використовував для публікації в легальній пресі з другої половини 60-х по. XIX ст.  Автор праці «Становище робітничого класу в Росії» (1869). 

## Життєпис
Його батько Вільгельм (Василь Федорович; 1792—1859) був за походженням англійцем, професором фізіології в Казанському університеті.
Навчався в Казанському університеті. Після його закінчення працював чиновником міністерства юстиції, ведучи аскетичний спосіб життя. З кінця 50-х рр. зближується з лідерами демократичного руху (М. Некрасов, М. Чернишевський та ін.). Арештований в 1861 у «справі тверських мирових посередників». Підданий покаранню в адміністративному порядку і висланий в Астрахань, а в 1864 році — в Сибір. З родиною був поселений до Кузнецьку, потім на прохання переведений до Томська (1865), де був узятий на роботу крупним купцем Б. Хотимським. У Томську Берви вступив у конфлікт з губернатором Г. Г. Лерхе.
15 квітня 1866 Берви отримав дозвіл на повернення в європейську частину Росії, до Вологди, але Лерхе затримував його переведення, а потім відправив по етапу. Шлях від Тюмені до Казані Берви пройшов пішки. Перебував на засланні під негласним наглядом до 1887 року.
Особливий вплив Берви-Флеровський справив на учасників «ходіння в народ» початку 1870-х років. Сам Флеровський вів досить активну пропаганду (він називав її «педагогічною») вже з першого свого засилання до Астрахані і мав великий досвід на цьому терені.
Співробітник журналів «Дело», «Слово», «Вітчизняні записки». На початку 1890-х деякий час перебував в еміграції в Лондоні, де співпрацював з Фондом Вільної російської преси (С. Степняка-Кравчинського), який видав кілька частин «Абетки соціальних наук» і спогади «Три політичні системи». Після трагічної смерті Степняка-Кравчинського Берві-Флеровський повернувся до Росії, скориставшись коронаційним маніфестом Миколи II.
Переїхав до Юзівки до сина Федора, який працював лікарем. Прожив у Юзівці з 1897 до самої смерті.

## Пам'ять

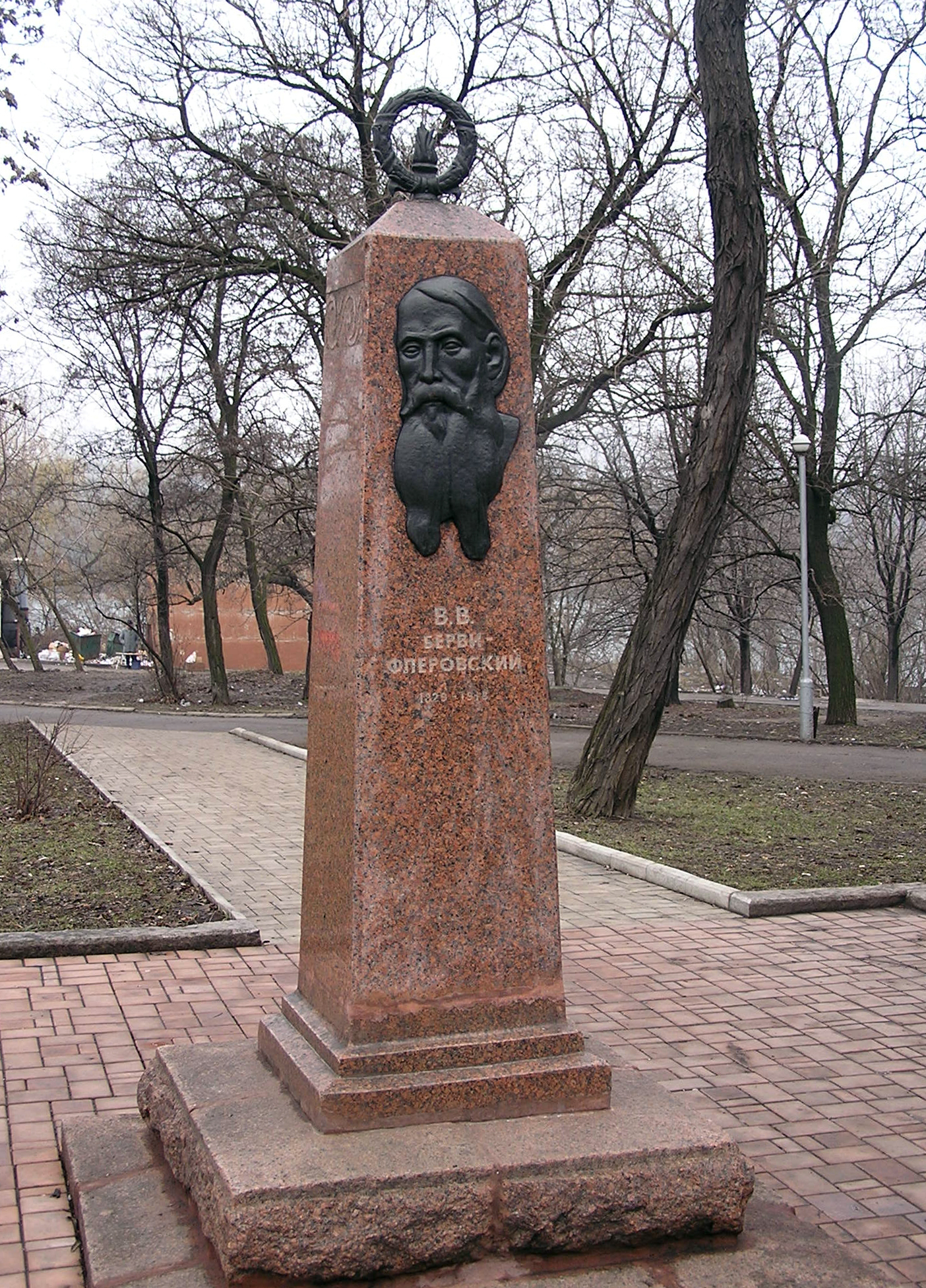
Могила Берві у Донецьку

У Донецьку знаходиться його могила, навколо якої і розбитий сквер, що носить його ім'я і на якій в 1953 році був встановлений обеліск з полірованого рожевого граніту. В одній могилі з ним похована його вірна супутниця життя Ерміона Іванівна Берві,яка померла у 1924 році. У 1981-му році, коли розпочалося будівництво дитячого спорткомплексу, перезахований у Міському саді. 

## Твори
- Під трьома російськими царями: політична система Миколи I, Олександра II, та Олександра III. Досвід дослідження і спостереження. // Unter drei russischen Kaisern : das politische System Nikolaus I., Alexander II. und Alexander III; Erlebnisse, Studien und Beobachtungen. - Berlin : Cronbach, 1898. -372 S.(нім.)
- Das A B C der sozialen Wissenschaften:Die gegenwärtige west-europäische Zivilisation. Die griechisch-römische Zivilisation, das Mittelalter, das Aufleben der Wissenschaft. - Leipzig, H. Haacke, 1898. -614 S. (нім.)